# Novocrambus
Novocrambus és un gènere monotípic d'arnes de la família Crambidae. Conté només una espècie, Novocrambus propygmaeus, que es troba a Colòmbia i Guyana.